# 西秀訓
西 秀訓（にし ひでのり、1951年1月6日 - ）は、日本の実業家。カゴメ元代表取締役社長・会長。大阪府出身。

## 来歴
大阪府立住吉高等学校を経て、1975年に関西学院大学商学部を卒業後、カゴメに入社。1994年市場開発部長、2000年取締役経営企画室長などを経て、2009年4月、代表取締役社長に就任。2014年1月、代表取締役会長に就任。2018年3月、取締役会長を退任。2019年6月、不二製油グループ本社の社外取締役に就任。

## 栄典
- 2021年11月 旭日中綬章受章[4]

## テレビ出演
- 日経スペシャル カンブリア宮殿 トマトを極め続けて110年！ 農家と共に歩むカゴメ 強さの秘密（2013年8月29日、テレビ東京）[5]